# Stefan Radoslav

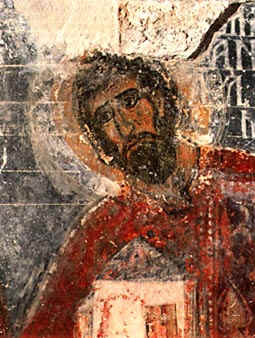
Stefan Radoslav

Stefan Radoslav (* um 1192; † nach 1235) war in der Zeit von 1227 bis 1234 König von Raszien, der Küstenländer und aller Serben.
Als Sohn von Stefan Nemanjić und Eudokia, der Tochter des byzantinischen Kaisers Alexios III., zudem verheiratet mit Anna, der Tochter des Fürsten von Epirus Theodoros I. Angelos, fühlte sich Stefan Radoslav mehr als Byzantiner und Byzanz zugetan, weswegen er 1234 von der serbischen Reichsversammlung abgesetzt und an seiner Stelle sein jüngerer Bruder Stefan Vladislav inthronisiert wurde.